# NGC 3426
NGC 3426 ist eine Galaxie vom Hubble-Typ S im Sternbild Löwe am Nordsternhimmel. Sie ist schätzungsweise 270 Millionen Lichtjahre von der Milchstraße entfernt.
Das Objekt wurde am 23. März 1887 von Lewis Swift entdeckt.